# Always-on
Unter Always-on (kurz für always online) versteht man die ständige Verbindung mit dem Internet. 
Für eine solche Verbindung eignen sich Standleitungen und andere pauschal oder mittels Volumentarif abgerechnete Internetzugänge.
Suboptimal sind zu diesem Zweck Verbindungen, die mittels Zeittarif bepreist werden. Dies ist beispielsweise bei schmalbandigen Einwahl-Zugängen oftmals der Fall.
Wenn eine Verbindung zum Internet im Gegensatz dazu nur bei Bedarf kurzzeitig aufgebaut wird, so wird dies als Dial-on-Demand-Technik oder Shorthold-Modus bezeichnet.